# لجنة حقوق الأشخاص ذوي الإعاقة
اللجنة المعنية بحقوق الأشخاص ذوي الإعاقة هي هيئة تابعة للأمم المتحدة تتألف من ١٨ خبيرًا تجتمع مرتين في السنة في جنيف لمراجعة التقارير المقدمة من ١٦٤ دولة عضو في الأمم المتحدة بشأن التزامها باتفاقية حقوق الأشخاص ذوي الإعاقة، وللنظر في الالتماسات الفردية المتعلقة بـ ٩٤ دولة طرف في البروتوكول الاختياري.
تُعد اللجنة واحدة من عشرة هيئات معاهدات حقوق الإنسان التابعة للأمم المتحدة، كل منها مسؤول عن الإشراف على تنفيذ معاهدة معينة. من بين الهيئات الأخرى للجنة حقوق الإنسان، ولجنة القضاء على التمييز ضد المرأة، ولجنة حقوق الطفل.
الدول الأعضاء في الأمم المتحدة التي صدقت أو انضمت إلى البروتوكول الاختياري وافقت على السماح للأشخاص ضمن ولايتها القضائية بتقديم شكاوى إلى اللجنة تطلب تحديد ما إذا كانت أحكام الاتفاقية قد تم انتهاكها.
يُطلب من جميع الدول الأطراف تقديم تقارير دورية إلى اللجنة توضح التدابير التشريعية والقضائية والسياساتية وغيرها التي اتخذتها لتنفيذ الحقوق المصادق عليها في الاتفاقية. يُقدم التقرير الأول خلال عامين من التصديق على الاتفاقية، وبعد ذلك تُقدم التقارير كل أربع سنوات. تفحص اللجنة كل تقرير وتوجه ملاحظاتها وتوصياتها إلى الدولة الطرف في شكل "ملاحظات ختامية".
أعضاء اللجنة، الذين يجب أن يكونوا "ذوي مكانة أخلاقية عالية وكفاءة وخبرة معترف بها في المجال الذي تغطيه هذه الاتفاقية"، يُنتخبون من قبل الدول الأعضاء بصفتهم الشخصية وليس كممثلين عن دولهم. كما تُلزم المادة ٣٤ من الاتفاقية بـ "تمثيل متوازن بين الجنسين" و"مشاركة خبراء من ذوي الإعاقة". يخدم الأعضاء لمدة أربع سنوات، ويتم انتخاب نصفهم كل عامين.
مكتب المفوض السامي لحقوق الإنسان يدعم عمل اللجنة، ويُدير موقعًا إلكترونيًا يحتوي على روابط لجميع الوثائق التي تدرسها اللجنة، والوثائق الصادرة عنها مثل الملاحظات الختامية على تقارير الدول.

## التاريخ
بعد دخول الاتفاقية حيز التنفيذ في ٣ أيار ٢٠٠٨، تم انتخاب التشكيل الأولي للجنة عبر تصويت سري في أول مؤتمر لدول الأطراف في الاتفاقية في ٣ تشرين الثاني ٢٠٠٨ في نيويورك. كان محمد الطراونة أول رئيس للجنة تم انتخابه في الجلسة الأولى في شباط ٢٠٠٩، وتلاه في شباط ٢٠١٠ رون ماكالوم. الرئيس الحالي هو روزماري كايس من أستراليا، وتستمر فترة رئاسته حتى نهاية ٢٠٢٢.
تكونت اللجنة مبدئيًا من ١٢ عضوًا، ولكن بعد تصديق ٨٠ دولة على الاتفاقية توسعت إلى ١٨ عضوًا. نصف الأعضاء تم انتخابهم لفترتين مدة كل منهما سنتان، والنصف الآخر لأربع سنوات. ومنذ ذلك الحين، يُنتخب الأعضاء لفترات مدتها أربع سنوات، مع انتخاب نصف الأعضاء كل عامين من قبل مؤتمر دول الأطراف.
العضوية
تركيب أعضاء اللجنة حتى حزيران ٢٠٢٢ كما يلي:
| الاسم                               | الدولة            | تنتهي مدة العضوية |
| ----------------------------------- | ----------------- | ----------------- |
| مهند صلاح العزة                     | Jordan            | 2026              |
| روزا إداليا الدانا سالغيرو          | Guatemala         | 2024              |
| رحاب محمد بورسلي                    | Kuwait            | 2026              |
| عبد المجيد مكني                     | Morocco           | 2024              |
| جيريل دوندوفدورج                    | Mongolia          | 2024              |
| فيفيان فرنانديز دي توريخوس - المقرر | Panama            | 2024              |
| أوديليا فيتوسي - نائب الرئيس        | Israel            | 2024              |
| أماليا جاميو ريوس-نائب الرئيس       | Mexico            | 2026              |
| لافيرن جاكوبس                       | Canada            | 2026              |
| صامويل نجوغونا كابو                 | Kenya             | 2024              |
| روزماري كايس - نائب الرئيس          | Australia         | 2026              |
| ميون كيم                            | Republic of Korea | 2026              |
| ألفريد كواديو كواسي                 | Ivory Coast       | 2026              |
| السير روبرت مارتن                   | New Zealand       | 2024              |
| فلويد موريس                         | Jamaica           | 2024              |
| جيرترود أوفوريوا - الرئيس           | Ghana             | 2026              |
| ماركوس شيفر                         | Switzerland       | 2026              |
| ساوالاك ثونغكواي                    | Thailand          | 2024              |